# Рокамадур (сыр)
Рокамаду́р (фр. Rocamadour) — французский сыр из козьего молока с корочкой из естественной плесени. Сыр производят в департаменте Ло в местности между коммунами Рокамадур, Грама и Карлюсе, расположенными на плато Керси (фр. Quercy).

## История
Изначально сыр имел название Сент-Амадур (фр. Saint-Amadour), затем он получил название Кабеку-де-Рокамадур (фр. Cabecou de Rocamadour), которое продержалось до 16 января 1996 года, когда сыр получил сертификат AOC. После этого, чтобы отличить его от других сыров, называющихся Кабеку (так во Франции называют плоские сыры из козьего молока в форме небольшого диска) сыр было решено называть Рокамадур.

## Изготовление
Для производства сыра используют козье молоко, которое собирают в течение дня от двух удоев. В течение следующих суток молоку дают скиснуть, затем сливают сыворотку и раскладывают в круглые формы. Рокамадур созревает в подвалах на деревянных полках в течение 1-4 недель. В результате получаются небольшие головки диаметром 4-5 см, высотой 1-1,5 см и весом 30-40 г, которые покрыты белой бархатистой корочкой.

## Описание
В зависимости от срока созревания, мякоть Рокамадура имеет разные оттенки — от белого до тёмно-бежевого. Сыр имеет лёгкий запах козьего молока и пикантный вкус. Молодой Рокамадур шестидневной выдержки имеет слегка кисловатую мякоть с нежным ореховым вкусом. После 3-4-недельной выдержки сыр становится более острым.
Лучшее вино для Рокамадура — кагор, который производят в департаменте Ло. К сыру также подают Gaillac и белое Vouvrey.